# 日落斗哇益侨华文小学
5°28′50″N 100°23′03″E / 5.480617°N 100.38405°E
日落斗哇益侨国民型华文小学（简称：SJK (C) Aik Keow Telok Air Tawar）是马来西亚槟城州北海日落斗哇的一所国民型华文小学，于1930年成立。该校曾在2012年12月开办世界语课程，是当时马来西亚第一间让学生理解联合国教科文组织世界语的国民型华文小学。

## 历史
1930年，威北日落斗哇益侨华文小学创校，当时该校属于私塾，以侨领李仕跳的私宅为校舍，其公子李文忠为教师，入读学生约有30多人。
1935年，该校租得一块椰园地兴建校舍，后向教育局申请注册，并将其命名为公立益侨学校。首任校长为陈明卿，教职员仅有2位，学生人数约80名。1941年，第二次世界大战爆发，校舍尽毁。
1945年，该校重新开办，并暂迁至本那牙的一家椰油工厂。高颂平是当时的代校长，学生已达120多名，惟教职员人数不变。
1947年，开办分校即本那牙益侨学校，由高烛屏夫妇及一位英文教职员任教；日落斗哇益侨学校则借用店屋为临时校舍，由林先略掌校。
1950年，林先略校长辞职，罗道云兼任两校校长。1953年，罗道云校长辞去职务，董事部只得聘请蔡某暂时管理校务。1954年，本那牙益侨学校新校舍落成；日落斗哇益侨学校的建校委员会成立。
1955年，新校舍建成，由杨培英任校长，并于5月11日正式开课，翌日被定为校庆日。董事会成员方介三受委为主席一职，理事成员有郑木火、许福源、赵成、朱其仁、王友来、秦挂钟、陈荣西、王珠宝、温瑞庆及沈生景。
1956年，学生人数增至169名，该校增设下午班。1959年，董事部筹建一间教室，并加建教务处、校长室及宿舍一间。1965年，该校改为国民型华文小学。1967年，杨孝光受委为训育主任。
1970年，赵成接任董事会主席，而校友会亦倡建校园篮球场。1971年，杨培英校长于4月17日荣休。4月19日杨孝光接任校长一职，并创制校徽。当时共有8名教职员、学生227人，各分上、下午班上课。1973年，该校为遵照教育局通令而成立家教协会；赵成再被推举为首任主席。
1976年，第二期建校委员会，陈海棠担任主席一职。该校于本埠天地堂三保宫酬神时举办点唱会，筹获4万多元。1977年，以3万多元购下原有校地，面积计1.33依格。1979年，李文墨接任家教协会主席。
1981年，兴建三层楼钢骨水泥新校舍。慈善家拿督刘惠城与拿汀陈君玉主持奠基礼，并捐献2万令吉；另获教育部拨款5万令吉及槟城庆赞中元联合会筹逾10万，建校工程顺利。同年，吴荣发被推选为家教协会主席。1985年，新校舍建竣后启用，旧校舍被拆除后便填土种草。
2009年，该校因甲型流感病毒大肆蔓延而被迫停课一周。2012年，该校挖沙工程因面对房屋发展商的为难而发生冲突，幸发展商公开道歉以平息风波。
2014年，日落斗哇益侨华文小学于3月19日创下教学科技化的里程碑，其校内的12间教室中有6间备有智能教学设备等。12月24日，该校获马来西亚中国报和南洋商报的协助，在皇帽集团的赞助下成功举办十大歌星义演，并筹获184万3343令吉45仙。
2015年10月，益侨华小正式兴建行政楼和新礼堂。2017年4月28日于北赖才能园多元化礼堂举行“光明校园民歌义演”。12月该校正式迁入新行政楼。

## 历任校長
1. 陈明卿，任期：1935年－1937年
2. 高烛屏，任期：1938年－1941年
3. 高颂平（代理），任期：1945年－1947年
4. 高烛屏（本那牙益侨学校）；林先略（日落斗哇益侨学校），任期：1947年－1950年
5. 罗道云，兼任两校校长，任期：1950年－1953年
6. 蔡某（无名），获董事部聘请以管理校务，任期：1953年－1954年
7. 杨培英，任期：1955年－1971年4月17日
8. 杨孝光，任期：1971年4月19日－？
9. 司徒尤真，任期：2007年－2012年12月
10. 罗绍芸，因健康理由提早退休，任期：2013年1月－2013年8月
11. 蔡玉金，任期：2013年8月25日至今